# Tôň
Tôň (ungarisch Tany – bis 1907 Nagytany) ist eine Gemeinde im Südwesten der Slowakei mit 718 Einwohnern (Stand 31. Dezember 2024). Sie liegt im Okres Komárno, einem Teil des Nitriansky kraj.

## Geographie

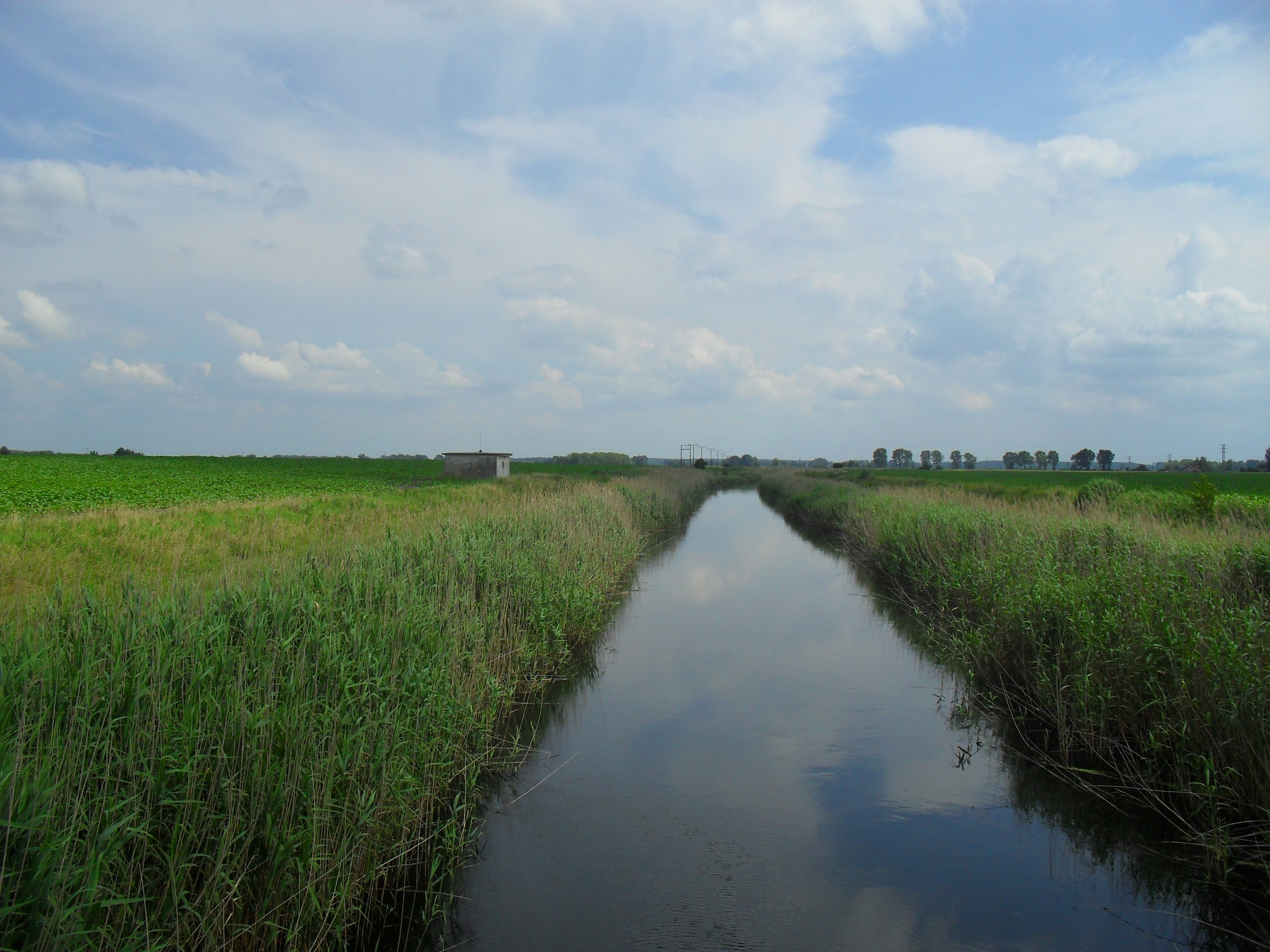
Kanal Holiare-Kosihy bei Tôň

Die Gemeinde befindet sich im slowakischen Donautiefland, genauer noch im südöstlichen Teil der Großen Schüttinsel. Westlich des Ortes verläuft in Nord-Süd-Richtung der Kanal Holiare-Kosihy. Das Ortszentrum liegt auf einer Höhe von 112 m n.m. und ist neun Kilometer von Veľký Meder sowie 23 Kilometer von Komárno entfernt.
Nachbargemeinden sind Holiare und Bodza im Norden, Lipové im Nordosten, Zemianska Olča im Osten, Veľké Kosihy im Südosten, Trávnik im Süden und Číčov im Westen.

## Geschichte

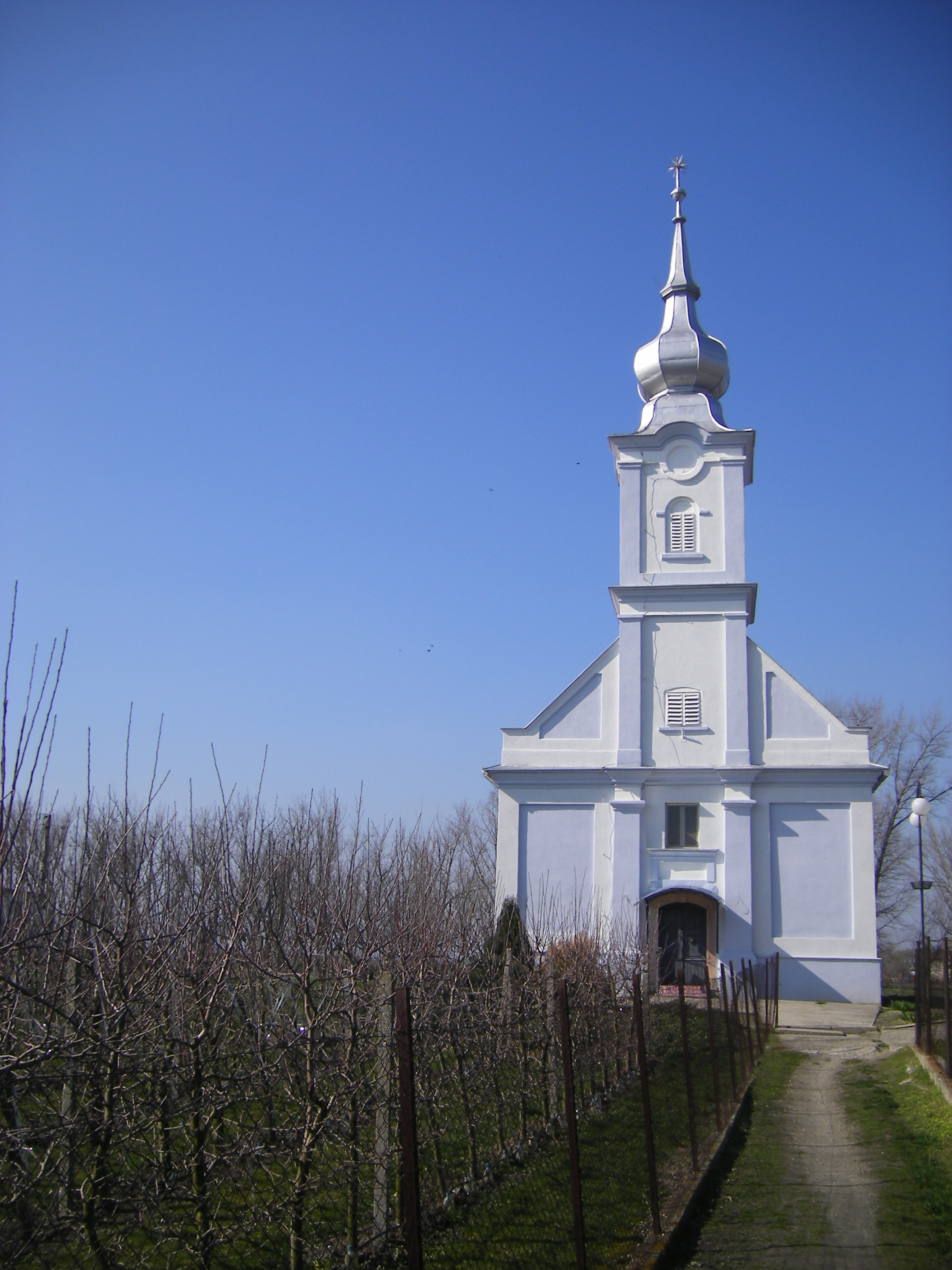
Reformierte Kirche

Tôň wurde zum ersten Mal 1268 als Thon schriftlich erwähnt und lag damals im Herrschaftsgebiet der Burg Komorn, später war das Dorf Besitz der Familien Tany (1619), Zichy und Laky (1659) und verschiedener Familien im 19. Jahrhundert. 1460 war es ein Flecken mit einer Mautstelle, 1592 standen vier Landsitze und 16 Höfe im Ort, 1715 gab es hier 15 Haushalte. 1828 zählte man 65 Häuser und 355 Einwohner, die als Fischer und Landwirte beschäftigt waren. Zwischen 1855 und 1873 bestand eine Zuckerfabrik im Ort, 1890 gründete man eine Leinenfabrik, gefolgt im Jahr 1900 durch eine Ziegelei.
Bis 1918/1919 gehörte der im Komitat Komorn liegende Ort zum Königreich Ungarn und kam danach zur Tschechoslowakei beziehungsweise heute Slowakei. Infolge des Ersten Wiener Schiedsspruchs war er zwischen 1938 und 1945 noch einmal Teil von Ungarn.
Das Donauhochwasser 1965 richtete in Tôň erhebliche Schäden an.

## Bevölkerung
| Jahr                | 1994 | 2004    | 2014    | 2024    |
| ------------------- | ---- | ------- | ------- | ------- |
| Anzahl der Personen | 838  | 833     | 790     | 718     |
| Unterschied         |      | −0,59 % | −5,16 % | −9,11 % |

| Jahr                | 2023 | 2024    |
| ------------------- | ---- | ------- |
| Anzahl der Personen | 711  | 718     |
| Unterschied         |      | +0,98 % |

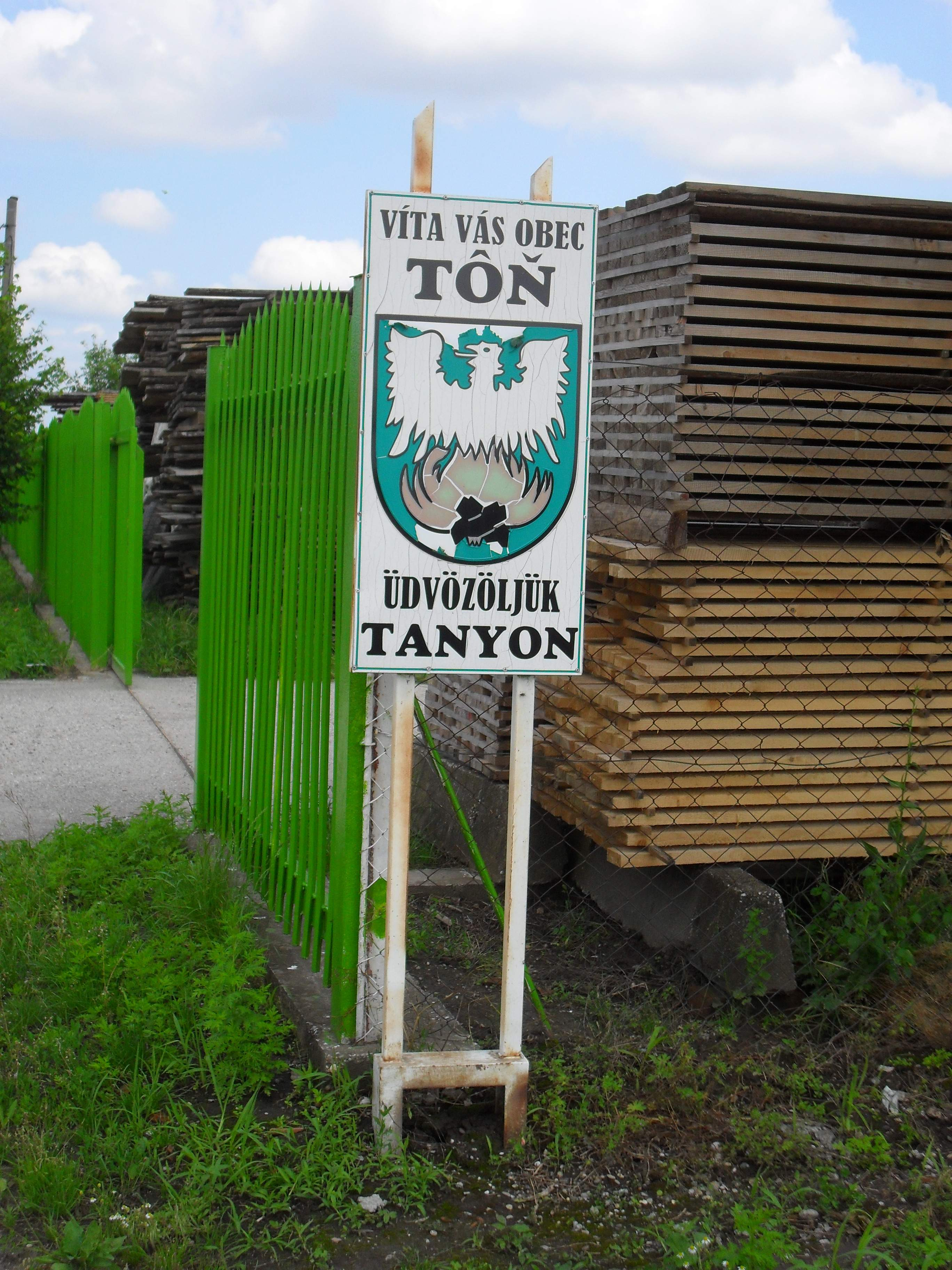
Willkommensschild mit dem Ortswappen

Gemäß der Volkszählung 2011 wohnten in Tôň 803 Einwohner, davon 703 Magyaren, 87 Slowaken, drei Tschechen und ein Mährer. Neun Einwohner machten keine Angabe zur Ethnie.
256 Einwohner bekannten sich zur reformierten Kirche, 232 Einwohner zur römisch-katholischen Kirche, sechs Einwohner zur Evangelischen Kirche A. B., jeweils zwei Einwohner zur evangelisch-methodistischen Kirche und zur griechisch-katholischen Kirche; sechs Einwohner bekannten sich zu einer anderen Konfession. 235 Einwohner waren konfessionslos und bei 64 Einwohnern wurde die Konfession nicht ermittelt.

## Bauwerke
- Reformierte Kirche im spätklassizistischen Stil aus dem Jahr 1855

## Verkehr
Durch Tôň verläuft die Straße 1. Ordnung 63 zwischen Bratislava und Komárno. Der nächste Bahnanschluss ist im 1,2 km vom Ortszentrum entfernten Bahnhof Zemianska Olča an der Bahnstrecke Bratislava–Komárno.